# Yatomi
Yatomi (jap. 弥富市, -shi) ist eine Stadt in der Präfektur Aichi auf Honshū, der Hauptinsel von Japan.

## Geschichte
Die Stadt Yatomi wurde am 1. April 2006 aus den ehemaligen Gemeinden Yatomi und Jushiyama gegründet.

## Geographie
Yatomi liegt westlich von Nagoya.
Der Fluss Kiso durchfließt die Stadt von Nordwesten nach Westen.

## Verkehr
- Straße:
  - Higashi-Meihan-Autobahn
  - Isewangan-Autobahn
  - Nationalstraße 1
  - Nationalstraßen 23, 155
- Zug:
  - JR Central Kansai-Hauptlinie: nach Osaka und Nagoya
  - Kintetsu Nagoya-Linie
  - Meitetsu Bisai-Linie

## Angrenzende Städte und Gemeinden
- Präfektur Aichi
  - Aisai
  - Kanie
  - Tobishima
- Präfektur Mie
  - Kuwana
  - Kisosaki